# Nightwish
Nightwish ist eine Symphonic-Metal-Band aus der finnischen Stadt Kitee. Die Band um den Keyboarder Tuomas Holopainen ist eine der erfolgreichsten Metalbands Finnlands und galt mit der ausgebildeten Sopranistin Tarja Turunen als stilprägend für ihr Genre. Die Musik von Nightwish ist stark von Filmmusik inspiriert.
Im Jahr 2005 trennte sich die Band von Turunen und stellte im Mai 2007 Anette Olzon als neue Sängerin vor. Ende September desselben Jahres erschien mit Dark Passion Play das erste Album mit Olzon. Es erreichte gleich am ersten Tag Platinstatus in Finnland und stieg dort, wie auch in Deutschland und weiteren europäischen Ländern, auf Platz 1 der Albumcharts ein. Von September 2007 bis September 2009 war die Band auf einer Welttournee. Nightwish und Anette Olzon trennten sich im Oktober 2012 während einer Welttournee. Diese dauerte bis ins Jahr 2013 an und wurde zunächst interimsweise von Floor Jansen am Gesang fortgeführt, die später festes Bandmitglied wurde.
Insgesamt hat die Band bis Juni 2013 über acht Millionen Tonträger verkauft und in 40 Ländern Konzerte gespielt. Das kommerziell erfolgreichste Album war zu der Zeit Once mit über 2,3 Millionen verkauften Einheiten weltweit.

## Geschichte

### Gründung (1996–1997)
Die Gründung von Nightwish geht auf Tuomas Holopainen zurück. Er spielte bereits seit einiger Zeit in verschiedenen Bands, hatte aber selten Einfluss auf das Songwriting. Holopainen hatte insgesamt das Gefühl, ihm werde „dort musikalisch nicht genug Platz [eingeräumt]“, deswegen entwickelte er in einer Nacht am Lagerfeuer im Juli 1996 seine musikalische Idee von „atmosphärischer Lagerfeuermusik“. Gemeinsam mit Turunen, die in der Schule als hervorragende Sängerin bekannt war, und dem Gitarristen Erno „Emppu“ Vuorinen begann er, seine Idee von einem Projekt, das „akustische, stimmungsvolle Musik im Stil von Ulvers ‚Kveldssanger‘“ machen sollte, umzusetzen.
Von Oktober bis Dezember 1996 nahm die Band im Huvikeskus-Studio ihr erstes Demo auf. Es enthielt die Stücke The Forever Moments, Nightwish und Etiäinen, die Holopainen während seines Militärdienstes geschrieben hatte. Das Stück Nightwish gab der Band schließlich ihren Namen. Zu dieser Zeit benutzte die Band nur Keyboard, akustische Gitarre und Gesang. Anfang 1997 probierte die Band mit Jukka „Julius“ Nevalainen aus, wie die Stücke mit Schlagzeug klingen würden. Bei den nächsten Bandproben wurde die akustische immer häufiger durch eine elektrische Gitarre ausgetauscht. Während dieser Phase entwickelte sich der Gesamtsound der Band immer weiter in Richtung Metal. Für diese stilistische Veränderung war hauptsächlich Turunens Stimme verantwortlich, die Holopainen zu facettenreich erschien, um sie auf akustische Lagerfeuermusik zu reduzieren.
Im April 1997 nahm die Band ein weiteres Demo mit sieben Stücken im Huvikeskus-Studio auf. Die Band verschickte es an Plattenfirmen wie Century Media, Massacre Records und Spinefarm Records, ohne jedoch eine Antwort zu erhalten. Die erste Rezension des Demos seitens der Presse wurde von den Bandmitgliedern mit den Worten „Scheiß Band, Scheiß Equipment – Kein kommerzielles Potential“ zusammengefasst und als verheerend empfunden. Von diesem Demo wurden nur 500 Schallplatten gepresst, die heute als die meistgesuchten Raritäten der Band gelten. Bei Internetauktionshäusern werden diese Schallplatten mittlerweile regelmäßig für mehrere 100 Euro verkauft. Im Frühsommer weilte Holopainen mit Nattvindens Gråt auf Europatournee. Auf der Tour fuhr auch der Spinefarm-Records-Mitarbeiter Ewo Rytkönen mit, der sich während der Fahrten zu den Konzerten mehrere Demos verschiedener Bands anhörte. Holopainen traute sich erst nicht, Rytkönen die Demo seiner eigenen Band zu überreichen, tat dies aber nach langem Zureden seines Bandkollegen Tapio Wilska schließlich doch und erweckte so das Interesse von Spinefarm, die Nightwish schließlich im Mai 1997 für zwei Alben unter Vertrag nahmen.
Im August wurden vier weitere Stücke aufgenommen, die zusammen mit den sieben Stücken des zweiten Demos das Debütalbum Angels Fall First bildeten. Die Split-Single The Carpenter erschien im Oktober 1997 und enthielt neben dem Titelstück auch die Lieder Red Light In My Eyes, pt. 2 von Children of Bodom und Only Dust Moves von Thy Serpent. Nach zwei Wochen war die Single bis auf Platz 8 der finnischen Singlecharts gestiegen, im Frühjahr 1999 erreichte sie sogar Platz 3. Angels Fall First erschien Anfang November 1997 und erreichte im Frühjahr 1998 den 31. Platz der finnischen Charts. Am 31. Dezember 1997 gab Nightwish in Kitee das erste Konzert. Es folgten sechs weitere Auftritte im Winter 1997/1998, bevor Erno Vuorinen und Jukka Nevalainen anfingen, ihren Militärdienst zu leisten. Holopainen zog nach Kuopio, um Umwelttechnik zu studieren, während Turunen an der Sibelius-Akademie in Helsinki aufgenommen wurde und dort klassischen Gesang studierte.

### Erste Erfolge (1998–2000)

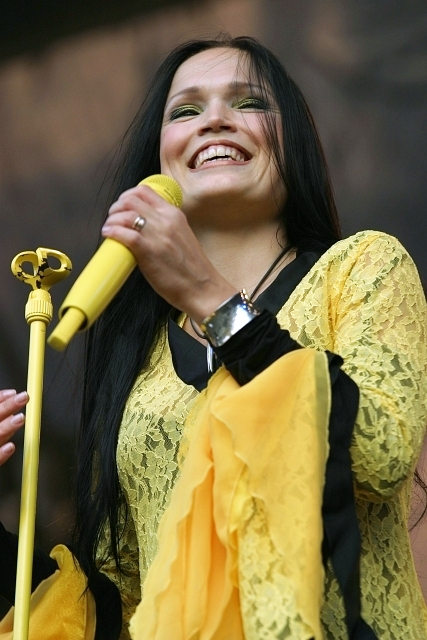
Tarja Turunen bei Pukkelpop 2005

Im April 1998 drehte die Band ein Musikvideo zu The Carpenter, das Ende Mai in der Jugendsendung Jyrki auf MTV3 vorgestellt wurde. Die Band war damals auf der Suche nach einem festen Bassisten. Im Sommer füllte Sami Vänskä, der schon bei Nattvindens Gråt mit Holopainen in einer Band spielte, diese Lücke. Von August bis Oktober 1998 nahm die Band das zweite Album Oceanborn auf. Als Gastsänger bei zwei Stücken fungierte Tapio Wilska, der zu jener Zeit als Roadie für Nightwish arbeitete und mit der Band befreundet war. Am 13. November wurde auf einem Konzert in Kitee ein Live-Video zum Lied Sacrament of Wilderness aufgenommen, welches am 26. November als Single erschien. Neben dem Titelstück waren die Titel The Crow and the Warrior von Darkwoods My Betrothed, wo Holopainen früher ebenfalls mitwirkte, und Burning Flames Embrace von Eternal Tears of Sorrow enthalten. Die Single erreichte Platz 1 in den finnischen Charts. Am 7. Dezember folgte das Album Oceanborn, das Platz 5 der finnischen Albumcharts erreichte. Im Winter 1999 spielte Nightwish viele Konzerte in Finnland. In dieser Zeit wurde das in Witten ansässige Label Drakkar Entertainment auf die Band aufmerksam. Drakkar sicherte sich die Lizenzrechte für den deutschsprachigen Raum und veröffentlichte das Album am 31. Mai 1999. Zuvor hatte das Album bereits hervorragende Kritiken in der Metalpresse erhalten, unter anderem die Höchstnote 10 im Rock Hard. Das Album stieg auf Platz 74 der deutschen Charts ein und bescherte der Band den ersten Charterfolg außerhalb Finnlands. Im März 1999 erschien mit dem Howard-Blake-Cover Walking in the Air die zweite Single zu Oceanborn. Zur Sonnenfinsternis vom 11. August 1999 nahm die Band das Stück Sleeping Sun auf und veröffentlichte es zusammen mit den älteren Stücken Walking in the Air, Angels Fall First und Swanheart. Diese Single wurde im ersten Monat allein in Deutschland 15.000 Mal verkauft, erreichte aber erst im zweiten Anlauf, gut sechs Jahre später, Platz 34 in den deutschen Singlecharts. Es folgte eine Europatournee als Vorband der deutschen Power-Metal-Band Rage. Holopainen berichtet von dieser Tour als wichtige Erfahrung für die Band. Sie habe Nightwish „Vertrauen“ gegeben und bei der Findung der eigenen Identität eine große Rolle gespielt: „Wir sahen uns zeitweise als Horde Clowns und eine von der Oper ausgebüxte Diva, die zusammen Heavy Metal spielen.“
Anfang 2000 ging die Band erneut ins Huvikeskus-Studio, um ihr drittes Album Wishmaster aufzunehmen. Später nahm Nightwish mit dem Stück Sleepwalker am finnischen Vorentscheid zum Eurovision Song Contest 2000 teil. Zwar bekam die Gruppe mit Abstand die meisten Zuschauerstimmen, wurde von der Jury aber auf den vorletzten Platz gewählt, so dass sie letztendlich auf Rang 2 hinter Nina Åström landeten. In einem späteren Interview sprach Holopainen von einem „Experiment“, das „als Schockeffekt gedacht“ war: „Der Grand Prix repräsentiert alles, was ich an Musik hasse, die korrupte Seite der Musik; ich könnte jedesmal kotzen, wenn ich mir den Song Contest ansehe. Also dachte ich, es wäre cool mitzumachen und ihnen eine in die Fresse zu hauen, mit einer finnischen Metalband ganz in Schwarz, moshing their heads“.
Am 19. Mai erschien das Album Wishmaster, das auf Platz 1 in den finnischen Charts einstieg und sich dort drei Wochen hielt. Innerhalb eines Monats erhielt das Album eine Goldene Schallplatte. In Deutschland erschien das Album am 29. Mai und erreichte Platz 21 der Charts. Die Wishmaster-Tournee begann mit einem Konzert in Kitee, bei dem die Band goldene Schallplatten für Oceanborn und Sacrament of Wilderness in Empfang nehmen konnte. Kurze Zeit später wurden auch Walking in the Air und Sleeping Sun vergoldet. Im Juli 2000 spielte die Band erstmals eine Tournee in Südamerika. Es folgten Auftritte auf dem Wacken Open Air, zwei Konzerte in Kanada und eine erste eigene Europatournee mit Sinergy und Eternal Tears of Sorrow. Das Abschlusskonzert am 29. Dezember 2000 in Tampere wurde aufgenommen und im April 2001 unter dem Titel From Wishes to Eternity auf DVD, VHS und CD veröffentlicht. Am Ende des Konzerts wurde der Band die Platin-Schallplatte für Wishmaster und die Goldene für Deep Silent Complete überreicht. Es war die erste Musik-DVD, die in Finnland produziert wurde. Im Frühjahr 2001 wurden Nightwish zusammen mit den Guano Apes, Hammerfall, Soulfly und Such a Surge für den Echo in der Kategorie „Best New Rock/Metal Act“ nominiert, den Preis gewannen jedoch die Guano Apes.

### Höhepunkte mit Tarja Turunen als Sängerin (2001–2005)

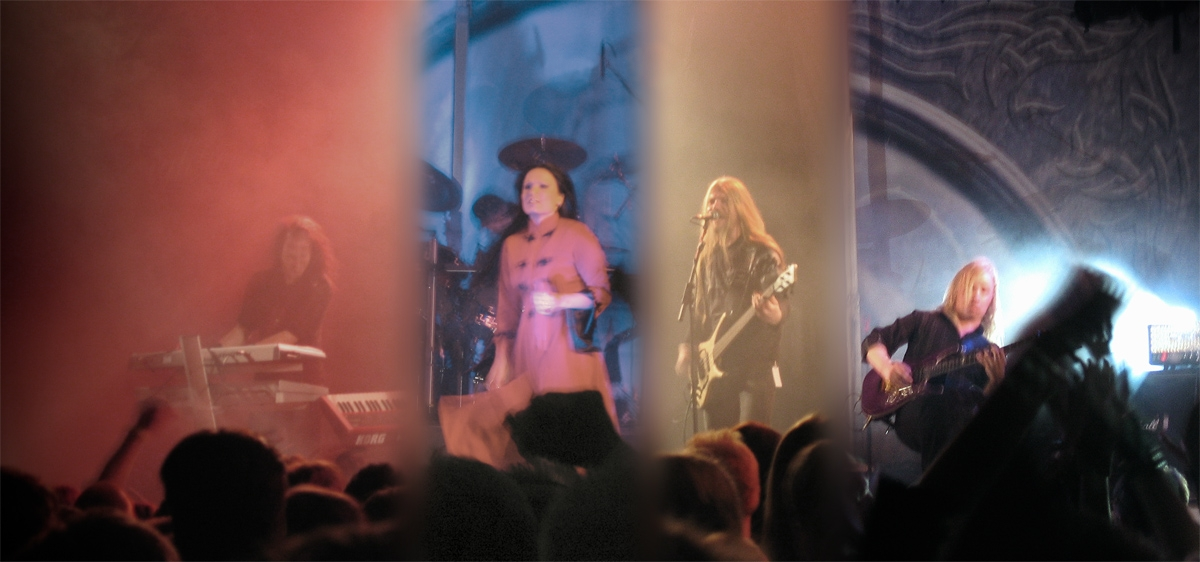
T. Holopainen, J. Nevalainen, T. Turunen, M. Hietala, E. Vuorinen (v. l. n. r.) in Kitee am 22. Mai 2004 (Collage)

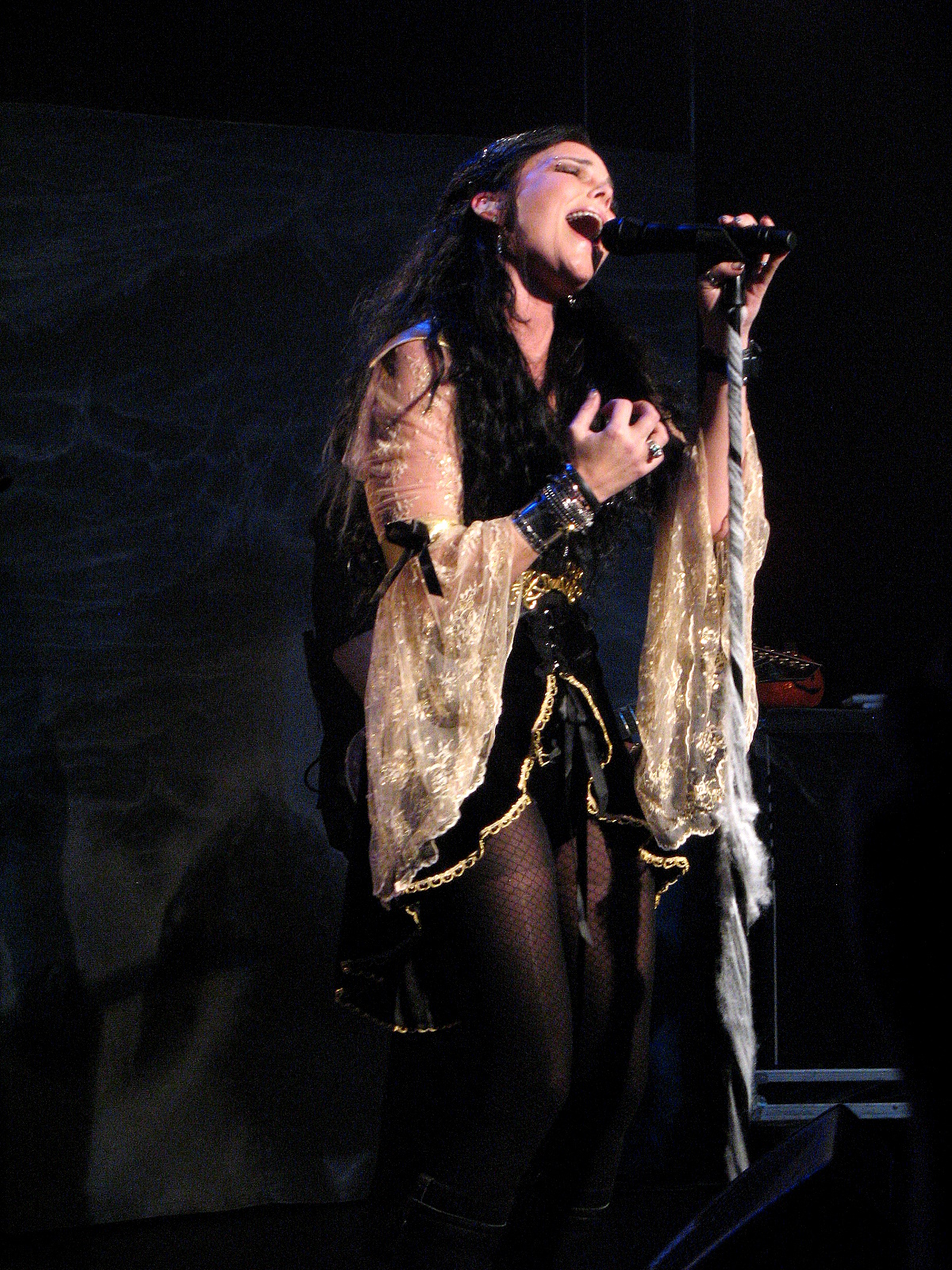
Anette Olzon an Halloween 2007

Im März 2001 nahm die Band vier neue Lieder, darunter das Gary-Moore-Cover Over the Hills and Far Away auf, die im Juni in Finnland als EP veröffentlicht wurden. Die europäische Version enthielt darüber hinaus Liveaufnahmen vom From-Wishes-to-Eternity-Konzert. Im Sommer drehte die Band in Estland ein Video für Over the Hills and Far Away und spielte beim Wacken Open Air sowie an anderen Orten in Europa. Im September fand eine weitere Tournee in Finnland mit To/Die/For statt. Später kam es aufgrund der vielen Tourneen zu Unstimmigkeiten in der Band, die dazu führten, dass Holopainen nach einem Konzert in Nivala beschloss, die Band aufzulösen. Er änderte jedoch seine Meinung, nachdem sein langjähriger Freund Sami Vänskä, mit dem sich Holopainen nicht mehr zum Zusammenspielen imstande sah, zum Verlassen der Band gezwungen wurde.
Schließlich war es Ewo Rytkönen, der Vänskä von seinem Rauswurf informierte. Vänskäs Nachfolger wurde Marco Hietala, der Nightwish als Sinergy-Bassist von der Europatournee 2000 bekannt war. Außerdem spielt Hietala seit Anfang der achtziger Jahre bei der in Finnland sehr erfolgreichen Band Tarot, bei der er auch für den Gesang zuständig ist. Dadurch ergaben sich für Holopainen neue Möglichkeiten in Sachen Songwriting. Rytkönen kündigte seinen Job bei Spinefarm Records und gründete die Firma King Foo Entertainment, die ab sofort das Management der Band übernahm.
Im Frühjahr 2002 nahm Nightwish das Album Century Child auf. Die erste Single Ever Dream erreichte nach den ersten beiden Verkaufstagen Goldstatus. Dem Album gelang dies im Mai 2002 in nur zwei Stunden, wodurch es einen neuen Verkaufsrekord in Finnland aufstellte. Zwei Wochen später folgte mit 30.000 verkauften Exemplaren die Platin-Schallplatte. Bis zum Ende des Jahres verkaufte Nightwish 59.000 Exemplare in Finnland. Die Band wurde mit zwei Emmas ausgezeichnet. In Deutschland erreichte das Album Platz fünf. Auf dem Album interpretierte die Band unter anderem das Titelstück des Musicals The Phantom of the Opera von Andrew Lloyd Webber. Im April 2002 wurden Gerüchte laut, Turunen würde die Band im Herbst verlassen, um sich auf ihr Studium zu konzentrieren, die Band pausierte allerdings nur ein Jahr bis zum Herbst 2003. Vorher fand noch eine umfangreiche Tournee statt, die auch nach Südamerika führte. In Europa waren Charon und After Forever Vorbands.
Die Bandmitglieder nutzten die Pause für Aktivitäten in eigenen Projekten. Holopainen nahm mit For My Pain… ein Album auf und ging mit Timo Rautiainen ja Trio Niskalaukaus auf Tournee. Marco Hietala veröffentlichte mit Tarot ein neues Album, während Emppu Vuorinen der Band Altaria beitrat. Jukka Nevalainen spielte auf dem Debütalbum der Band Sethian mit. Turunen setzte ihr Studium fort und gab Solokonzerte. Am 6. Oktober 2003 erschien die zweite DVD End of Innocence mit einer zweistündigen Dokumentation, in der Holopainen und Jukka Nevalainen die bisherige Bandgeschichte Revue passieren lassen.

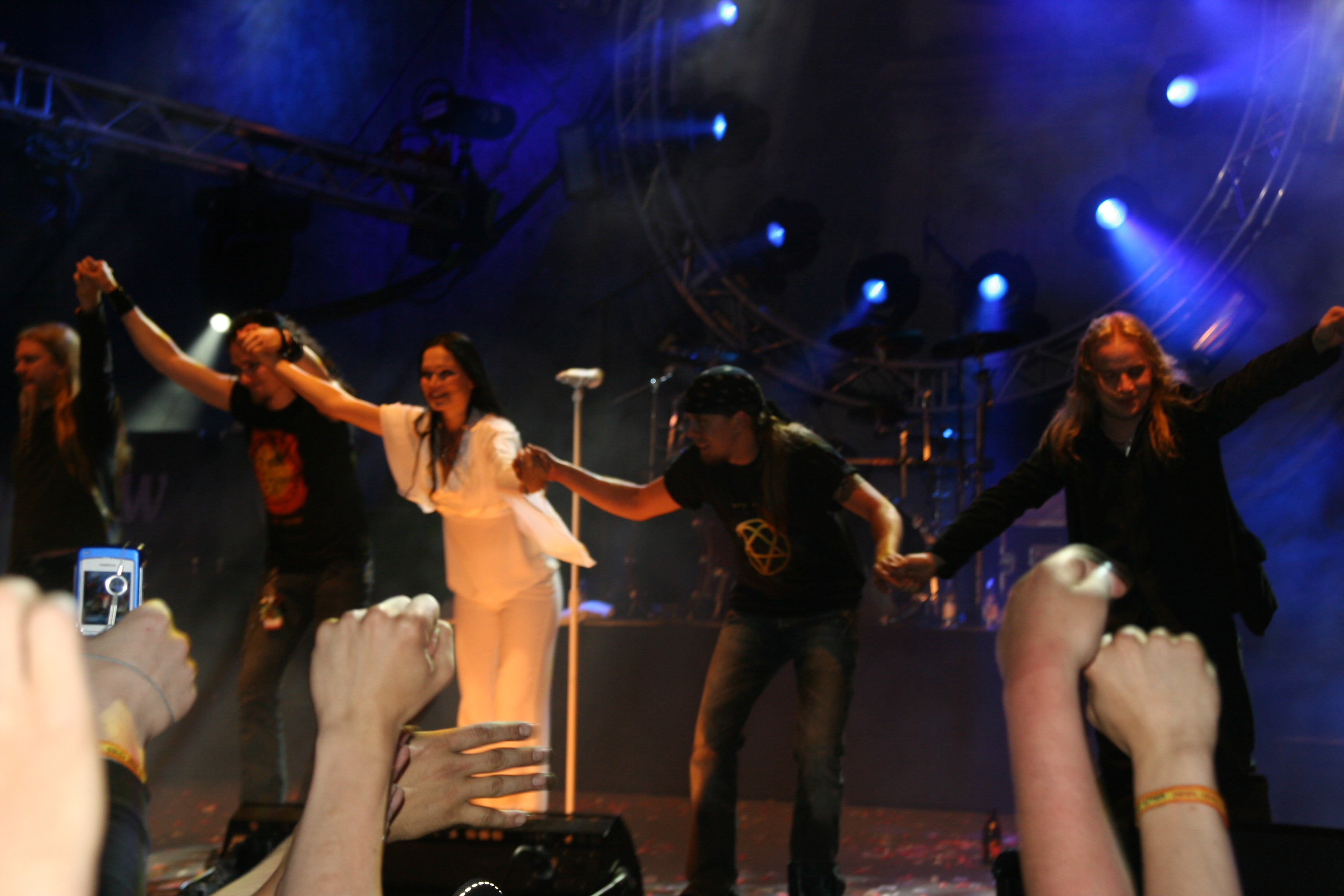
M. Hietala, T. Holopainen, T. Turunen, J. Nevalainen, E. Vuorinen (v. l. n. r.)
Himos-Festival in Himos, Jämsä, 24. Juni 2005

Im November 2003 ging die Band ins Studio und nahm das fünfte Album Once auf. Die erste Single Nemo wurde bereits im April veröffentlicht. Mit der Single knackte die Band erstmals die Top 10 der deutschen Charts. Das Album erschien am 7. Juni 2004 und erreichte in Finnland am selben Tag den Goldstatus. In Deutschland stieg Once auf Platz eins der Albumcharts ein und verkaufte sich alleine in der ersten Woche 80.000 Mal.
Once war das erste Nightwish-Album, das nicht von Drakkar Entertainment in Europa veröffentlicht wurde, sondern bei Nuclear Blast erschien. Nach der Trennung veröffentlichte Drakkar im Oktober 2004 die Best-Of Tales from the Elvenpath und erreichte damit noch nach Ablauf des Vertrages einigen kommerziellen Erfolg und Chartplatzierungen in den Top 20. Die finnische Post druckte eine Sonderbriefmarke und die Brauerei Pirkanmaan Uusi Panimo braute bis Ende 2004 ein Nightwish-Bier. Die Tournee zum Album Once begann im Juni 2004 mit einem Konzert in Kitee. Während der Tournee spielte Nightwish 130 Konzerte in Japan, Australien, Südamerika, den Vereinigten Staaten und Europa.

Das Abschlusskonzert am 21. Oktober 2005 in der Hartwall Areena in Helsinki wurde aufgenommen und später unter dem Namen End of an Era auf DVD und CD veröffentlicht. Noch am Abend nach dem Abschlusskonzert der Once World Tour am 21. Oktober 2005 bekam Turunen – mit der Bitte ihn erst am nächsten Morgen zu öffnen – einen Brief von der Band überreicht, der am nächsten Abend auch auf der offiziellen Website in Finnisch, Deutsch und Englisch veröffentlicht wurde. In dem Brief wirft ihr Holopainen vor, sie habe sich selbst nur als „Gastmusikerin“ gesehen und hauptsächlich aus Geldgier gehandelt, was allzu oft auch auf Kosten der Fans gegangen sei. Besonders angegriffen wird ihre Beziehung zu ihrem Ehemann Marcelo Cabuli, der sie „von einem liebenswerten Mädchen in eine Diva verwandelt“ habe. Neben Holopainen haben auch die drei anderen Bandmitglieder den Brief unterzeichnet. Am 25. Oktober antwortete Turunen auf ihrer Website in einem weiteren offenen Brief, in dem sie jedoch nicht auf die inhaltliche Kritik einging, sondern sich sehr betroffen zeigte und kritisierte, dass die Band keinen anderen Weg der Aussprache gesucht hatte und private Angelegenheiten im Licht der Öffentlichkeit austrage. Später bezog sie zum Inhalt des Briefes Stellung in einer Pressekonferenz, in der sie ihre Sicht der neun Jahre bei Nightwish darstellte. Im Jahr darauf veröffentlichte ihr Mann eine Frage-Antwort-Liste, in der er u. a. Holopainen beschuldigte, er habe Turunen für sich gewollt und sie nur gefeuert, weil sie ihn verschmäht und einen anderen geheiratet habe (Punkt 36). Holopainen bestreitet dies bis heute. 

### Mit Anette Olzon als Sängerin (2006–2012)
Im September 2006 wurde mit den Aufnahmen zum neuen Album begonnen, vorerst ohne neue Sängerin. Am 16. Januar 2007 wurde auf der offiziellen Website bekannt gegeben, dass aus den über 2.000 eingesandten Demos eine Sängerin ausgewählt wurde; sie sollte im Mai vorgestellt werden. Da die Single bereits vorzeitig illegal im Internet veröffentlicht wurde, zog die Band den Veröffentlichungstermin um fünf Tage vor. Bereits am 24. Mai 2007 wurde die Schwedin Anette Olzon als neue Sängerin vorgestellt. Am 25. Mai erschien die ausschließliche Downloadsingle Eva, deren Erlös der Kinderhilfsorganisation Die Arche gespendet wurde. Ende August kam die zweite Single Amaranth auf den Markt, bevor am 28. September das neue Album Dark Passion Play weltweit erschien. In Finnland war das Album bereits zwei Tage zuvor erhältlich und verkaufte sich am ersten Verkaufstag 42.000 Mal, was zu einer erneuten Platin-Auszeichnung führte. Bereits zwei Tage nach der Veröffentlichung erreichte es mit 60.000 verkauften Exemplaren Doppelplatin. Offiziell wurde das erste Konzert mit Olzon für den 6. Oktober im Hangar 11 in Tel Aviv angekündigt; tatsächlich fanden aber bereits am 22., 26. und 28. September Konzerte in Helsinki, Tallinn und Hamburg statt. Diese Auftritte wurden zur Tarnung als Konzerte von Nightwish-Coverbands angekündigt. Im Oktober und November fand eine Tournee durch Nordamerika mit Paradise Lost statt, an der sich eine Nordeuropatournee im Dezember anschloss. 2008 startete mit einem Neujahrskonzert in Helsinki und einer Tour durch Japan, China und Australien im Januar und Anfang Februar. Am 17. Februar 2008 begann die Europatournee. Den Support für diese Tour übernahmen Pain und für die Deutschlandkonzerte zusätzlich Krieger. Sie endete am 19. April 2008 mit einem Konzert in Lissabon. Am 15. Februar 2008 bekam Nightwish den Echo als beste Band des Jahres in der Kategorie Rock/Alternative international. An diesem Abend trat die Band ebenfalls mit ihrer Hitsingle Amaranth auf. Bei den Finnish Metal Awards wurden Nightwish als Band des Jahres und Tuomas Holopainen als Musiker des Jahres ausgezeichnet. Nightwish wurde zudem für fünf Emmas nominiert und erhielt bei der Emma Gala am 8. März 2008 die Auszeichnungen in der Kategorie Bestes Metal-Album, Bestes Album und Band des Jahres. In den Kategorien Bestes Lied (Amaranth) und bei dem Publikumspreis Bester finnischer Künstler gingen sie leer aus. Im Mai 2008 fand eine 19 Konzerte umfassende Amerikatournee statt, die am 2. Mai mit einem ausverkauften Auftritt in Mexiko-Stadt begann und am 31. Mai in Mokena, Illinois endete. In den darauf folgenden Monaten (Juni bis August) traten Nightwish auf einigen europäischen Rockfestivals auf, unter anderem auch als Headliner beim Wacken Open Air. Es folgten eine weitere Nordamerika- und eine Südamerika-Tour, welche am 23. November 2008 in Santiago de Chile endete. Dieses Konzert war gleichzeitig auch das letzte Nightwish-Konzert im Jahr 2008.
Das CD/DVD-Pack Made In Hongkong (And In Various Other Places) ist am 13. März 2009 veröffentlicht worden. Darauf enthalten sind, neben einer 37-minütigen Dokumentation über die Band, Live- und Bonustracks vom Album Dark Passion Play. Am 20. Januar 2010 erschien, exklusiv im deutschsprachigen Raum in Verbindung mit dem deutschen Metal Hammer, die zuvor nur in Finnland veröffentlichte EP Erämaan Viimeinen mit zwei zusätzlichen Tracks (zwei Versionen von Escapist).

### Projekt Imaginaerum (2011 bis 2013)
Am 10. Februar 2011 wurde auf der offiziellen Nightwish-Website das siebte Studioalbum der Band angekündigt. Die erste Single-Auskopplung – Storytime – wurde am 11. November 2011 veröffentlicht. Das Album Imaginaerum wurde am 30. November in Finnland und im restlichen Europa am 2. Dezember 2011 veröffentlicht.
Die Musik des Albums soll an den symphonischen Stil der beiden Vorgängeralben Dark Passion Play und Once anknüpfen; so greifen Nightwish erneut auf das London Philharmonic Orchestra sowie auf den ebenfalls in London ansässigen Chor Metro Voices zurück. Das Klangbild, welches sich im Zuge der Aufnahmen entwickelte, wurde von Bandgründer Holopainen als „episch“, „leidenschaftlich“ und „atemberaubend“ beschrieben. In der Presse ist von einem mutigen, abwechslungsreichen und trotz allem doch stimmigen Album mit musicalähnlichen Tendenzen die Rede.
Die 13 Lieder des Albums dienen als Grundlage für den Film Imaginaerum by Nightwish, der am 10. November 2012 in der Hartwall Areena in Helsinki seine Premiere feierte. Sie sind allesamt im Film enthalten und untermalen diesen inhaltlich und atmosphärisch. Aneinander gereiht erzählen die Stücke eine in sich geschlossene, im Fantasybereich angesiedelte Geschichte; allerdings wurden die Texte und die Musik von Holopainen so erarbeitet, dass die einzelnen Songs des Albums auch separat funktionieren sollen.

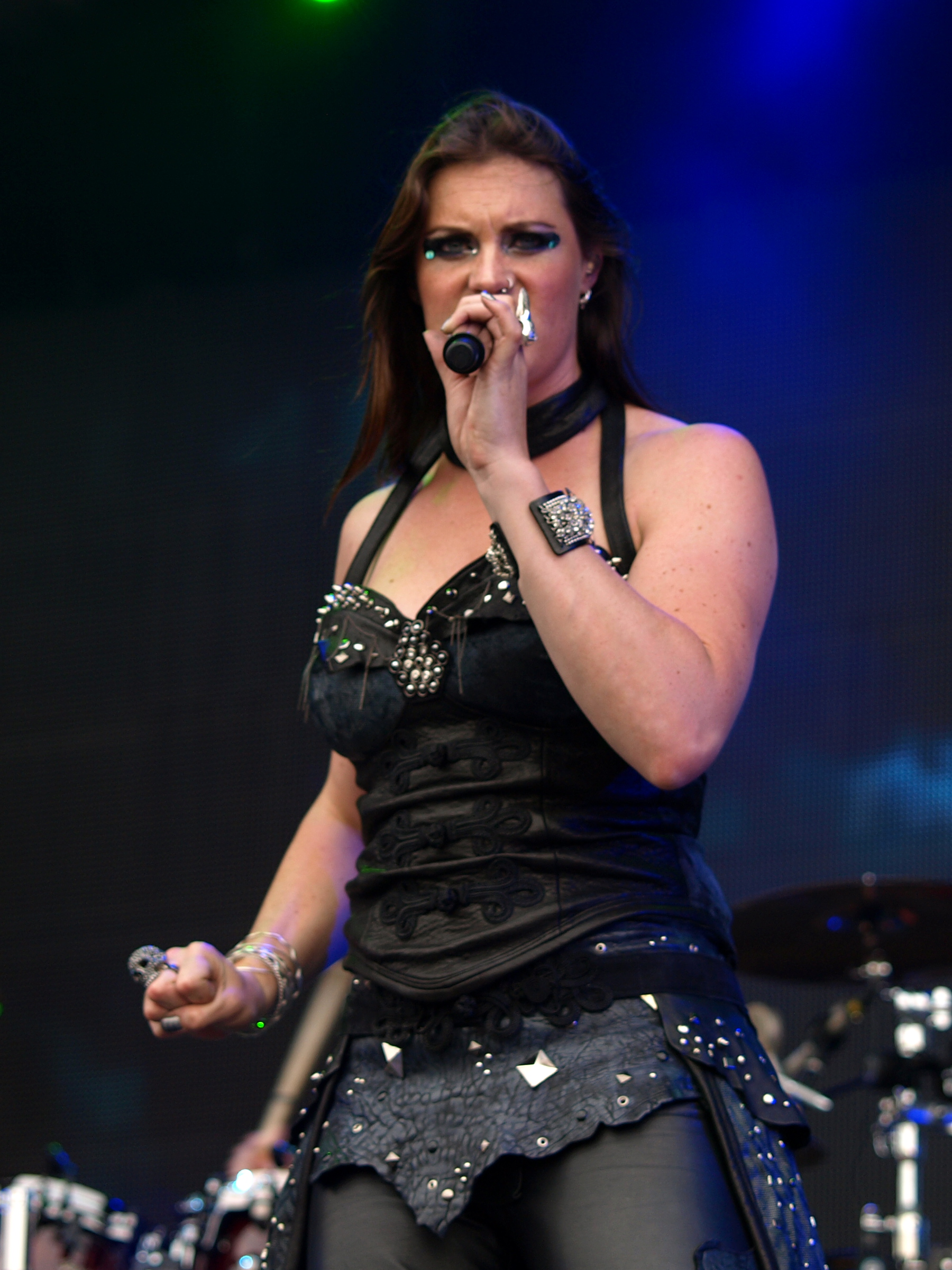
Floor Jansen bei einem Live-Auftritt mit Nightwish beim Tuska Open Air Metal Festival, 2013

Im Rahmen dieses Projektes startete die Band im Jahr 2012 ihre Imaginaerum World Tour. In Deutschland fanden sechs Konzerte, unter anderem in Düsseldorf und Frankfurt, statt. Am 28. September spielte die Band in Denver und ersetzte die erkrankte Sängerin Anette Olzon durch Alissa White-Gluz (The Agonist, Kamelot, Arch Enemy) und Elize Ryd (Amaranthe, Kamelot). Olzon schrieb daraufhin in ihrem Weblog, sie sei nicht gefragt worden, ob es für sie in Ordnung sei und halte „die Entscheidung für falsch“.
Am 1. Oktober 2012 gab Nightwish auf ihrer Webseite bekannt, dass Olzon die Band „im Einvernehmen“ verlassen habe. Um die laufende Imaginaerum World Tour fortzusetzen und keine Konzerte absagen zu müssen, werde bei den kommenden Auftritten die niederländische frühere After-Forever-Sängerin Floor Jansen als Sängerin fungieren. Wenige Stunden nach dieser Meldung schloss Olzon ihr offizielles Weblog. Dieser wurde wenige Tage später auf Wunsch der Fans weitergeführt. Gerüchte, dass Tarja Turunen zu Nightwish zurückkehren werde, dementierte diese; dazu wäre sie „nur bereit, wenn vorher das komplette Management und sämtliche Bandmitglieder ausgetauscht würden“. Die Trennung von Olzon überrasche sie „leider überhaupt nicht“. In den darauffolgenden Wochen kam es zu einigen gemeinsamen Auftritten von Turunen und Olzon. Daraufhin kam es zu Vorwürfen seitens Anette Olzon, sie hätte in der Band kein Mitspracherecht gehabt und wäre aufgrund ihrer Krankenhausaufenthalte gefeuert worden. Sie war dort, da sie mit ihrem dritten Kind schwanger war. Die Bandmitglieder hätten sie im Krankenhaus außerdem auch nicht besucht.

### Mit Floor Jansen als Sängerin (seit 2012)

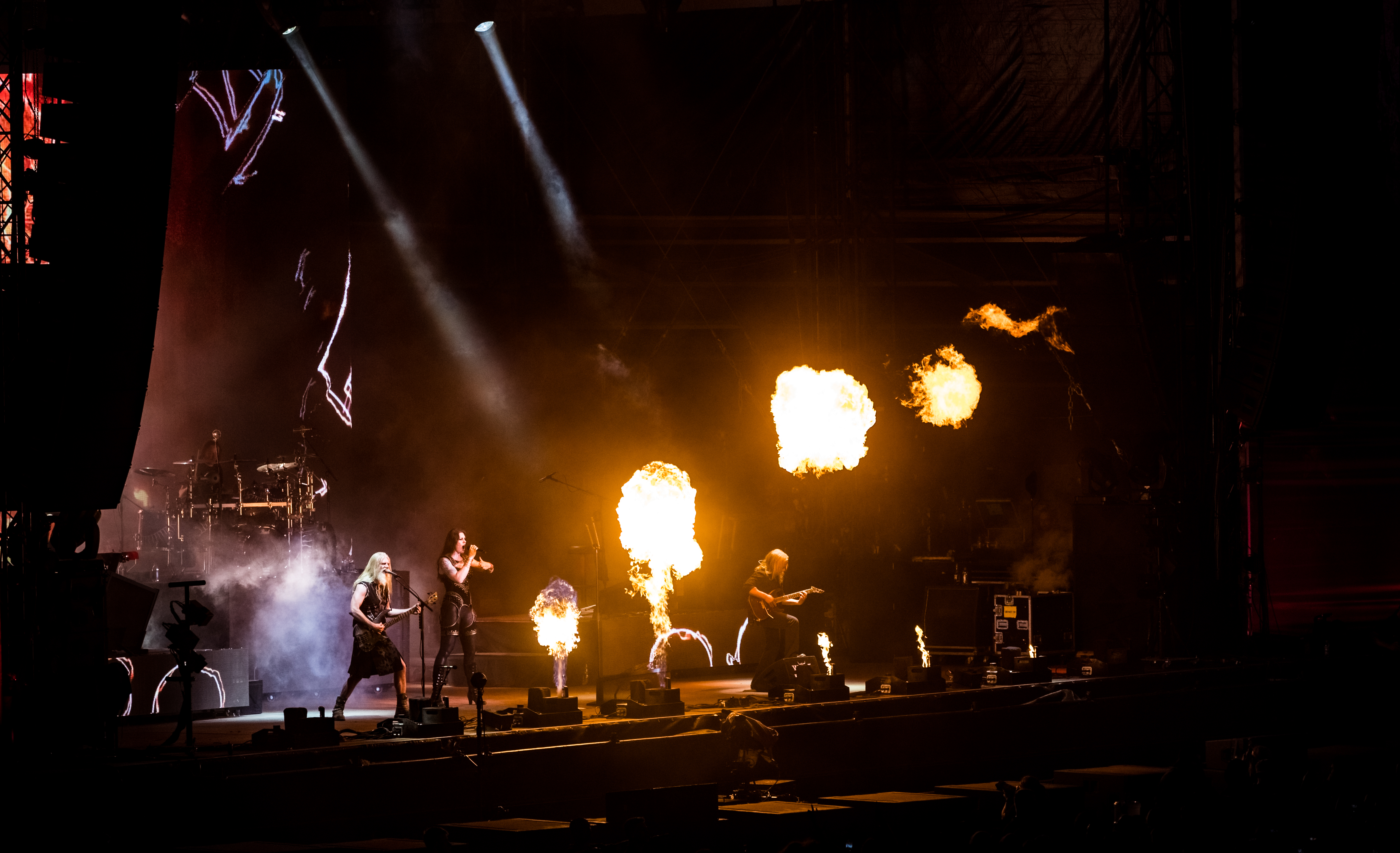
Nightwish live beim Wacken Open Air 2018

Jansens Aussage, sie sei bereits eine Woche vor ihrem ersten Einsatz von der Band eingeladen worden, „im November, Dezember und Januar mit ihnen auf Tour zu gehen“, nährte Spekulationen, dass die Bandleitung schon länger einen Sängerinnenwechsel geplant haben könnte. Eine Woche nach der Trennung von Olzon veröffentlichten Nightwish ein erstes Bandfoto mit Sängerin Floor Jansen.
2013 trat die Band erneut auf dem Wacken Open Air Festival auf. Das aufwändig inszenierte Konzert wurde gefilmt und erschien zusammen mit einer Tour-Dokumentation am 29. November auf der Live-DVD Showtime, Storytime.
Seit Oktober 2013 ist Floor Jansen offizielles Bandmitglied. Zudem wurde Troy Donockley fest in die Band aufgenommen.
Nach Abschluss seines im April 2014 veröffentlichten Soloprojekts The Life and Times of Scrooge kündigte Tuomas Holopainen an, sich in den darauf folgenden Monaten vollständig auf die Komposition neuer Songs für das kommende Nightwish-Album konzentrieren zu wollen. Am 6. August 2014 veröffentlichte die Band ein Statement von Schlagzeuger Jukka Nevalainen, dass dieser sich aufgrund von starken Schlafstörungen von den Aufnahmen des kommenden Studio-Albums Endless Forms Most Beautiful und der nachfolgenden Tour zurückziehen werde. Das Schlagzeug auf dem Album wurde von Kai Hahto, dem Schlagzeuger von Wintersun, eingespielt; er wurde ebenfalls für die für 2015 geplante Tournee verpflichtet.
Am 15. Juli 2019 veröffentlichte die Band eine Presseerklärung, in der Kai Hahto als neues offizielles Mitglied von Nightwish angekündigt wird. Jukka Nevalainen erklärt dort, dass er sich trotz weitgehender Genesung dauerhaft hinter die Kulissen zurückziehen und im Management der Band tätig bleiben werde.
Am 16. Januar 2020 gab die Band bekannt, dass das kommende neunte Studioalbum fertig gemixt und gemastert sei. Human. :II: Nature. erschien wie angekündigt am 10. April 2020.
Im Januar 2021 gab Marko Hietala bekannt, die Band Nightwish zu verlassen und sich aus der Öffentlichkeit zurückzuziehen. Für die ausstehende und wegen der COVID-19-Pandemie verschobene Tour zum Human. :II: Nature.-Album wurde der Bassist Jukka Koskinen (Wintersun) als Ersatz verpflichtet. Der erste Auftritt von Koskinen mit der Band erfolgte im Rahmen des ersten Live-Stream-Konzertes am 28. Mai 2021.
Am 21. August 2022 gab die Band bekannt, dass Jukka Koskinen als offizielles Mitglied aufgenommen wurde.

## Stil

### Musik
Die meisten Nightwish-Stücke wurden vom Keyboarder Holopainen geschrieben. Emppu Vuorinen steuerte bereits früher einige Spuren bei, für Dark Passion Play hat er ein Stück komplett alleine geschrieben. Auch Marco Hietala nahm immer mehr am Songwritingprozess teil und schrieb zum Beispiel den Abschnitt Long Lost Love des Stücks Beauty of the Beast, welches vom Album Century Child stammt. Das überwiegend akustisch klingende Lied The Islander auf dem Album Dark Passion Play stammt ebenfalls aus seiner Feder und wurde ursprünglich für Tarot geschrieben.

Klavier und Gitarre aus Moondance

Der musikalische Stil zeichnete sich auf den älteren Alben durch die Kombination der klassisch ausgebildeten Sopranstimme der damaligen Sängerin Turunen mit stark keyboardlastigem Power Metal aus. Dem Power Metal entsprechend sind Gesang, Riffs und Soli melodisch und an klassischer Harmonik orientiert. Typische Power-Metal-Figuren von Gitarre, Bass und Schlagzeug, wie in Wishmaster (Hörbeispiel aus Wishmaster (ohne Keyboards)ⓘ), werden mit Keyboardklängen überlagert. Häufig wechseln innerhalb eines Titels, wie im Song Moondance, rein akustische Passagen mit eher an Metal angelehnten Abschnitten. Ein Beispiel für die Verwendung klassischer Floskeln ist das an barocke Musik erinnernde, sequenzierende, von Gitarre und Keyboard vorgetragene Modell aus dem Titel Stargazers.

Barocke Figur aus dem Titel Stargazers

 Das Debütalbum wich von diesem Stil noch etwas ab, unter anderem, da Turunen noch keine Gesangsausbildung hatte. Beginnend mit dem Album Century Child im Jahr 2002 wich die Dominanz der Stimme immer mehr einer opulenten Orchestrierung. Auf Century Child wurde die Band erstmals von einem Orchester ergänzt, sowohl Once als auch Dark Passion Play wurden zusammen mit dem London Symphony Orchestra aufgenommen. Holopainen bestätigte diese Entwicklung in einem Interview über Once – Er wolle nicht, dass Once „ein Metalalbum ist, [sondern] dass es ein Filmmusik-Album ist, das sich unter der Maske des Heavy Metal versteckt.“ Holopainen zählt Filmmusik auch zu seinen wichtigsten Einflüssen. Auf der Live-DVD From Wishes to Eternity ist ein Instrumentalstück zu hören, in dem Themen von Crimson Tide und Deep Blue Sea verarbeitet werden. Im Lied „Bless the Child“ wird ebenfalls noch mal das „Crimson Tide“-Thema zitiert. In einem weiteren Interview beschreibt er vor allem die „bombastischen Kompositionen“ von Hans Zimmer, James Horner und Danny Elfman als großen Einfluss.
Holopainens Keyboardspiel ist für den Metal, in dem Keyboards zu weiten Teilen nur der dezenten Begleitung dienen, ungewöhnlich dominant. Mit Samples von Streichern und Bläsern imitiert er mit raschen Akkordrepetitionen und satter Orchestrierung jene Komponisten, die er als Vorbild ansieht. Die VII. Stufe der Dominantparallele dient in vielen Themen als Dominante, was Akkordrückungen entstehen lässt. Auch diese Stilistik ist in der epischen Filmmusik der Gegenwart verbreitet. Schnelle virtuose Keyboardläufe dominieren zudem die frühen Alben, Gitarrensoli sind seltener. Auf den Alben seit Once setzt Nightwish auf komplexere Orchester-Arrangements, die von externen Arrangeuren wie Pip Williams orchestriert wurden. Die Stilistik orientiert sich hier an Spätromantikern wie Richard Wagner und Antonín Dvořák.

Exzerpt aus Ever Dream (Century Child), Vordersatz. Stilprägend sind die raschen Akkordwiederholungen und der dominantische Einsatz der VII. Stufe (F-Dur). Die Betonungen der Oberstimmen auf die Schläge 2 und 4 liegen verschoben zu den Betonungen der Basslinie und des E-Gitarrenriffs auf die Schläge 1, 3 und 4.

Exzerpt aus Wanderlust (Wishmaster), Vordersatz des einleitenden Keyboardsolos. Charakteristisch für die frühen Nightwish-Alben sind die gebrochenen Akkorde sowie das rasche, virtuose Spiel. Das Solo wird im ersten Teil des Nachsatzes mit der E-Gitarre unisono gedoppelt, der zweite Teil ist zweistimmig.

Neben klassischen und romantischen Elementen umfasst der Stil von Nightwish gelegentlich auch Folk-Elemente. So fand sich auf dem Debütalbum Angels Fall First im Sinne der ursprünglichen Konzeption der Band eine Suite mit dem Namen Lappi (finnisch für Lappland), die Melodien der traditionellen finnischen Musik aufgriff. Auf dem Album Once wird im Lied Creek Mary’s Blood musikalisch und textlich mit der Tradition der Cherokee-Indianer gearbeitet, The Siren enthält Einflüsse Arabischer Musik. Auf dem Album Dark Passion Play sind das Lied The Islander und das Instrumentalstück Last of the Wilds von keltischer Musik beeinflusst.
Turunen wurde öfter von männlichem Gesang begleitet. Auf dem Album Angels Fall First ist bei einigen Stücken die Stimme von Holopainen zu hören. Auf Oceanborn fungierte der zwischenzeitliche Finntroll-Sänger Tapio Wilska bei zwei Songs als Sänger. In dem Stück The Kinslayer vom Album Wishmaster tritt Ike Vil von den Babylon Whores auf. Seit Century Child übernimmt Marco Hietala den männlichen Gesang, der deutlich mehr Raum gewonnen hat. Turunens im Vergleich zum Vorgängeralbum Century Child stark veränderter Gesangsstil auf Once ist Holopainen zufolge „etwas angenehmer fürs Ohr, […] was auch die Fangemeinde gespalten hat“. Dennoch seien zwei CDs mit hoher und lauter Stimme genug, die Band wollte „neues Areal ausloten“.

### Texte
Holopainen schrieb zu Beginn hauptsächlich über mythologische und Fantasy-Themen und nahm dabei oft Bezug auf „Metaphysik und Natur“. Später wurden die Texte deutlich persönlicher. Auf Wishmaster findet sich mit dem Titelstück zwar noch ein „Tribut an Tolkien und all die anderen Fantasy-Autoren“, gleichzeitig ist mit Dead Boy’s Poem ein sehr emotionales Stück vertreten, das Holopainen als sein „Vermächtnis und […] Testament für die ganze Welt“ ansieht: „Ich wollte diesen Song unbedingt machen bevor ich sterbe, weil ich damit der ganzen Welt sage was ich denke und was ich fühle. Er drückt sehr viel von mir aus.“
Noch deutlicher wurde die Entwicklung auf dem Wishmaster-Nachfolger Century Child. Turunen sieht die Texte nun nicht mehr „in dem bisher gewohnten Traumland, sondern in der knallharten Realität des Lebens.“ Kuolema Tekee Taiteilijan (dt. Der Tod macht den Künstler) von Once beschreibt den Verlust und seinen Einfluss auf die Kunst, Nemo handelt vom Verlorensein. Demgegenüber basiert Creek Mary’s Blood auf der gleichnamigen Erzählung von Dee Brown, in der die Situation der nordamerikanischen Ureinwohner am Ende des 19. Jahrhunderts beschrieben wird. Dark Passion Play enthält neben je einem Song über Holopainens Kindheit, Turunen und ihren Mann Marcelo Cabuli viele Referenzen auf Edgar Allan Poe und Stephen King.
Auf dem Debütalbum Angels Fall First gab es noch mehrere Stücke in finnischer Sprache. Seit dem ersten Album sind die Nightwish-Texte englisch, einzige Ausnahmen stellen Kuolema Tekee Taiteilijan vom Album Once und die Single Erämaan Viimeinen, eine mit Text versehenen Fassung des Liedes Last of the Wilds vom Album Dark Passion Play dar. Holopainen war sehr unsicher, was diesen Text anging, da er es schwer findet, in Finnisch zu schreiben, und meint, „die finnische Sprache [könne sich] sehr schnell sehr kitschig anhören“.
Das Lied Taikatalvi des 2011er Albums „Imaginaerum“ ist ebenfalls in finnischer Sprache gehalten.

### Bezüge zu Finnland
Holopainen sieht sich stark von Finnland und der finnischen Natur inspiriert. Bereits auf dem Debütalbum fand sich mit Lappi eine vierteilige Suite, die – wie aus dem Namen ersichtlich – der Natur und Geschichte Lapplands gewidmet ist. Holopainen möchte die Wahl der finnischen Sprache für den Text von Kuolema Tekee Taiteilijan verstanden wissen als „eine Art Hommage an unser Heimatland. Wir sind Finnen, und wir sind sehr stolz darauf. Wir haben hier die beste Fangemeinde … es ist also eine Art Hommage an Finnland.“ Ein weiterer Grund war die Exotik, die mit einem finnischen Text verbunden ist.
In einem späteren Interview fasst Holopainen den Einfluss Finnlands auf ihn mit diesen Worten zusammen:

„Die Musik, die ich mache, wäre total anders, wenn ich irgendwo anders leben würde, weil die Umgebung, zum Beispiel die Wälder und Seen, so einen großen Einfluss auf mich haben. […] Du kannst mich nach meiner Musik beurteilen; das ist alles, was ich bin.“

## Rezeption

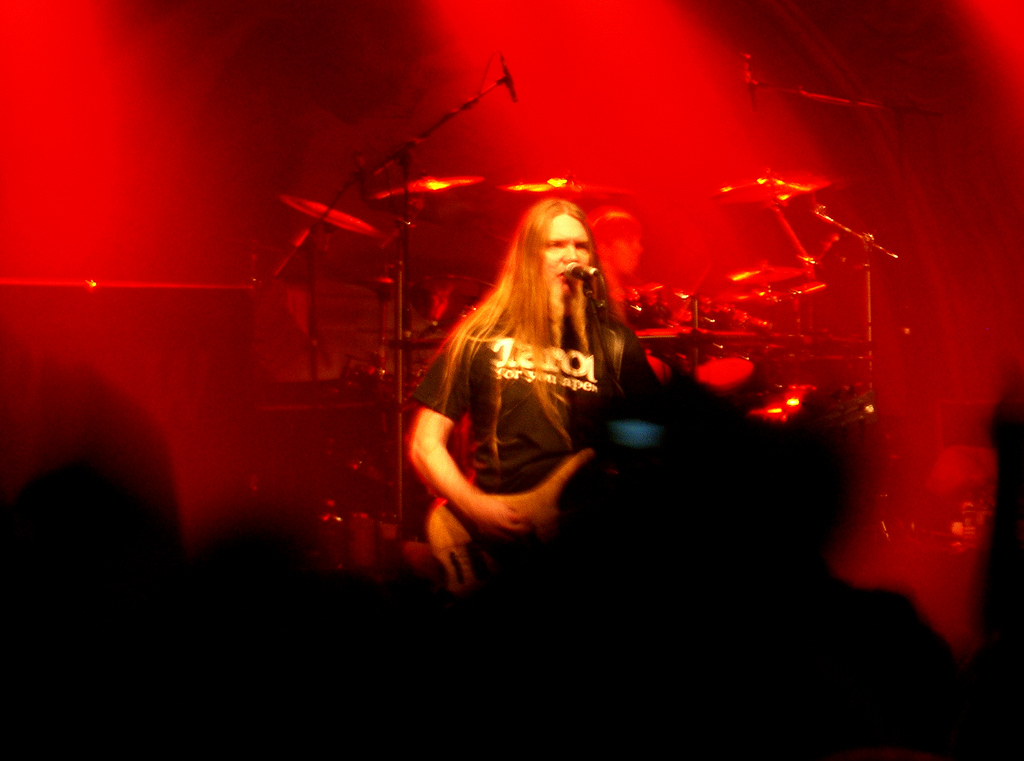
Marco Hietala in Birmingham (15. Februar 2005)

Nightwish ist eine der erfolgreichsten Bands in Finnland, ihre Single Over the Hills and Far Away von 2001 ist die Nummer 5 auf der ewigen Bestenliste der finnischen Charts, das Album Once von 2004 steht auf Platz 63 der „Best-of-all-Time“-Alben. In Deutschland konnte Nightwish ebenfalls einige Bekanntheit erreichen und sich mit Once, später auch mit Dark Passion Play auf Platz 1 der Album-Charts platzieren. Ebenfalls kommerziell erfolgreich war die Band vor allem in Schweden, Österreich, Norwegen und der Schweiz. In den Vereinigten Staaten und dem Vereinigten Königreich dagegen hat die Band keine nennenswerte Chartplatzierung erreicht.
Nightwish hat viele Power- und Symphonic-Metal-Musiker inspiriert. Die Epica-Sängerin Simone Simons sagt, sie habe mit 15 eine Nightwish-CD gehört und sich danach dazu entschlossen, klassischen Gesang zu lernen. Nicole Bogner, die ehemalige Sängerin von Visions of Atlantis, führt Nightwish als großen Einfluss auf die Band an. Auch After Forever bezeichnete Nightwish als eine „Lieblingsband“ und wurde von einigen Kritikern mit Nightwish verglichen. Die Redaktion des Rock Hard sieht Nightwish als eine der wenigen Ausnahmen unter den Ende der 1990er Jahre entstandenen nordeuropäischen  Power-Metal-Bands, die es schafften, „dem Genre neue Impulse zu verleihen oder gar Akzente zu setzen“, auf dem Album Once habe die Band die „Grundformel aus harten Metalgitarren, poppigen Melodien und Turunens einschmeichelnder Sopranstimme [perfektioniert]“. Für Markus Wosgien, den Promotion-Manager des Labels Nuclear Blast, waren Nightwish „eine absolute Wunschband […], ihre Musik ist einzigartig“.
Das US-amerikanische Magazin Loudwire führt Nightwish auf seiner Liste der 50 wichtigsten Metalbands des 21. Jahrhunderts.

## Diskografie
Studioalben

| Jahr | Titel Musiklabel                                 | Höchstplatzierung, Gesamtwochen, AuszeichnungChartplatzierungen (Jahr, Titel, Musiklabel, Platzierungen, Wochen, Auszeichnungen, Anmerkungen) | Höchstplatzierung, Gesamtwochen, AuszeichnungChartplatzierungen (Jahr, Titel, Musiklabel, Platzierungen, Wochen, Auszeichnungen, Anmerkungen) | Höchstplatzierung, Gesamtwochen, AuszeichnungChartplatzierungen (Jahr, Titel, Musiklabel, Platzierungen, Wochen, Auszeichnungen, Anmerkungen) | Höchstplatzierung, Gesamtwochen, AuszeichnungChartplatzierungen (Jahr, Titel, Musiklabel, Platzierungen, Wochen, Auszeichnungen, Anmerkungen) | Höchstplatzierung, Gesamtwochen, AuszeichnungChartplatzierungen (Jahr, Titel, Musiklabel, Platzierungen, Wochen, Auszeichnungen, Anmerkungen) | Höchstplatzierung, Gesamtwochen, AuszeichnungChartplatzierungen (Jahr, Titel, Musiklabel, Platzierungen, Wochen, Auszeichnungen, Anmerkungen) | Anmerkungen                                                    |
| Jahr | Titel Musiklabel                                 | DE | AT | CH | UK | US | FI | Anmerkungen                                                    |
| ---- | ------------------------------------------------ | --- | --- | --- | --- | --- | --- | -------------------------------------------------------------- |
| 1997 | Angels Fall First Spinefarm Records (Indigo)     | — | — | — | — | — | FI5 Gold · (6 Wo.)FI | Erstveröffentlichung: 1. November 1997 Verkäufe: + 36.526      |
| 1998 | Oceanborn Drakkar Entertainment (Sony BMG)       | DE74 (3 Wo.)DE | — | — | — | — | FI2 Platin · (36 Wo.)FI | Erstveröffentlichung: 7. Dezember 1998 Verkäufe: + 800.000     |
| 2000 | Wishmaster Drakkar Entertainment (Sony BMG)      | DE21 Gold · (5 Wo.)DE | — | — | — | — | FI1 Platin · (17 Wo.)FI | Erstveröffentlichung: 18. Juli 2000 Verkäufe: + 229.447        |
| 2002 | Century Child Drakkar Entertainment (Sony BMG)   | DE5 Gold · (14 Wo.)DE | AT15 (10 Wo.)AT | CH50 (7 Wo.)CH | — | — | FI1 ×2Doppelplatin · (21 Wo.)FI | Erstveröffentlichung: 24. Juni 2002 Verkäufe: + 236.072        |
| 2004 | Once Nuclear Blast (WMG)                         | DE1 ×3Dreifachgold · (41 Wo.)DE | AT4 Gold · (16 Wo.)AT | CH4 Gold · (33 Wo.)CH | UK— SilberUK | — | FI1 ×2Doppelplatin · (50 Wo.)FI | Erstveröffentlichung: 6. Juni 2004 Verkäufe: + 2.300.000       |
| 2007 | Dark Passion Play Nuclear Blast (WMG)            | DE1 Platin · (39 Wo.)DE | AT5 Gold · (15 Wo.)AT | CH1 Gold · (28 Wo.)CH | UK25 Silber · (3 Wo.)UK | US84 (3 Wo.)US | FI1 ×2Doppelplatin · (30 Wo.)FI | Erstveröffentlichung: 28. September 2007 Verkäufe: + 2.000.000 |
| 2011 | Imaginaerum Nuclear Blast (WMG)                  | DE6 Gold · (22 Wo.)DE | AT9 (9 Wo.)AT | CH3 Gold · (22 Wo.)CH | UK69 (1 Wo.)UK | US27 (3 Wo.)US | FI1 ×2Doppelplatin · (41 Wo.)FI | Erstveröffentlichung: 2. Dezember 2011 Verkäufe: + 900.000     |
| 2015 | Endless Forms Most Beautiful Nuclear Blast (WMG) | DE2 (30 Wo.)DE | AT4 (9 Wo.)AT | CH2 Gold · (30 Wo.)CH | UK12 (3 Wo.)UK | US34 (2 Wo.)US | FI1 ×2Doppelplatin · (26 Wo.)FI | Erstveröffentlichung: 27. März 2015 Verkäufe: + 53.742         |
| 2020 | Human. :II: Nature. Nuclear Blast (WMG)          | DE1 (17 Wo.)DE | AT2 (7 Wo.)AT | CH2 (23 Wo.)CH | UK28 (3 Wo.)UK | US110 (1 Wo.)US | FI1 (20 Wo.)FI | Erstveröffentlichung: 10. April 2020 Verkäufe: + 7.200         |
| 2024 | Yesterwynde Nuclear Blast (WMG)                  | DE2 (5 Wo.)DE | AT2 (4 Wo.)AT | CH2 (5 Wo.)CH | UK20 (1 Wo.)UK | — | FI1 (11 Wo.)FI | Erstveröffentlichung: 20. September 2024                       |